# Helius (Helius) verticillatus
Helius (Helius) verticillatus is een tweevleugelige uit de familie steltmuggen (Limoniidae). De soort komt voor in het Oriëntaals gebied.